# Set It Up
Set It Up (en castellano Cómo deshacerte de tu jefe) es una película estadounidense de comedia romántica dirigida por Claire Scanlon, escrita por Katie Silberman, y protagonizada por Zoey Deutch, Glen Powell, Taye Diggs y Lucy Liu. La película fue estrenada el 15 de junio de 2018, por Netflix.

## Reparto
- Zoey Deutch como Harper Moore.
- Glen Powell como Charlie Young.
- Lucy Liu como Kirsten Stevens.
- Taye Diggs como Richard "Rick" Otis.
- Joan Smalls como Suze.
- Meredith Hagner como Becca.
- Pete Davidson como Duncan.
- Jon Rudnitsky como Mike.
- Tituss Burgess como Creepy Tim.
- Noah Robbins como Intern Bo.
- Jaboukie Young-White como Asistente Alex.

## Producción
En febrero de 2016, se anunció que Emilia Clarke había sido contratada para la película, con Katie Silberman escribiendola, mientras que Justin Nappi y Juliet Berman la producirían bajo su compañía TreeHouse Pictures, mientras Metro-Goldwyn-Mayer sería la distribuidora. En marzo de 2017, se anunció que Zoey Deutch y Glen Powell se habían integrado al elenco, con Deutch reemplazando a Clarke, Claire Scanlon dirigiría la película desde un guion escrito por Katie Silberman. Netflix eventualmente reemplazó a Metro-Goldwyn-Mayer como la distribuidora. En junio de 2017, Taye Diggs, Lucy Liu y Joan Smalls se incorporaron al reparto de la cinta.

### Rodaje
La fotografía principal comenzó en junio de 2017 en Nueva York.

## Estreno
La película  fue estrenada el 15 de junio de 2018.

## Posible secuela
Scanlon ha dicho en entrevista a que tiene ideas para una posible secuela, también para Netflix.